# Connie Meijer
Connie Meijer (ur. 5 lutego 1963 w Vlaardingen – zm. 17 sierpnia 1988 w Naaldwijk) – holenderska kolarka szosowa, brązowa medalistka mistrzostw świata.

## Kariera
Największy sukces w karierze Connie Meijer osiągnęła w 1987 roku, kiedy zdobyła brązowy medal w wyścigu ze startu wspólnego podczas mistrzostw świata w Villach. W zawodach tych wyprzedziły ją jedynie Francuzka Jeannie Longo oraz inna reprezentantka Holandii - Heleen Hage. Był to jedyny medal wywalczony przez Meijer na międzynarodowej imprezie tej rangi. Ponadto trzykrotnie zdobywała medale mistrzostw kraju, w tym złoty w 1984 roku. Nie brała udziału w igrzyskach olimpijskich. Podczas zawodów w Naaldwijk w sierpniu 1988 roku Meijer postanowiła się wycofać z wyścigu z powodu złego samopoczucia. Zmarła zanim karetka dojechała do szpitala.